# Francesco Saverio Starrabba, principe di Giardinelli
Francesco Saverio Starrabba Barbera (Palermo, 26 maggio 1901 – Palermo, 8 ottobre 1985) è stato un avvocato e politico italiano, principe di Giardinelli.

## Biografia
Nacque a Palermo il 26 maggio 1901 da Gaetano, VII principe di Giardinelli, e dalla di lui consorte Celeste Barbera, di cui era il primo di quattro figli (Francesco - Cesare - Eleonora - Romualdo). Era membro del ramo principale famiglia Starrabba.
Di professione avvocato e imprenditore agricolo, nel 1943 fu tra le personalità notabili che diedero sostegno al Movimento per l'Indipendenza della Sicilia. Nel 1945-1946, fu tra i 430 consultori della Consulta nazionale per designazione del partito Concentrazione Nazionale Democratica Liberale. Successivamente, con il Blocco Democratico Liberal Qualunquista venne eletto deputato alla I legislatura dell'Assemblea regionale siciliana (1947-1951), nel collegio unico regionale. Passato al Partito Liberale Italiano, fu candidato alla Camera alle elezioni politiche del 1953, e al Senato nel collegio di Palermo II alle elezioni politiche del 1958, dove però non riuscì a venire eletto.
Ha ricoperto diverse cariche, tra le quali di presidente del Consorzio di bonifica dell'Alto e Medio Belice, della Lega degli Agricoltori, di Costa Navi, dell'ACI di Palermo, del Circolo dello Sport e del Circolo Unione. È stato anche titolare e presidente della Astra S.p.A., società di navigazione.
Ha vissuto per molti anni nel Ragusano, dove si è occupato delle proprie serre, ed è morto a Palermo l'8 ottobre 1985 all'età di 84 anni.

### Matrimoni e discendenza
Francesco Saverio Starrabba Barbera sposò nel 1931 Lucia Caterina Crescimanno, figlia di Gaspare e originaria di Santa Margherita di Belice, da cui ebbe un figlio, Gaetano (1932), pilota automobilistico.
Nel 1944 prese in moglie la nobildonna Maria Teresa Chierchia, e qualche anno più tardi, nel 1948, si unì in matrimonio con Gabriella Di Robilant (nata De Bosdari, 1900-1999), stilista di moda.